# Malabarismo

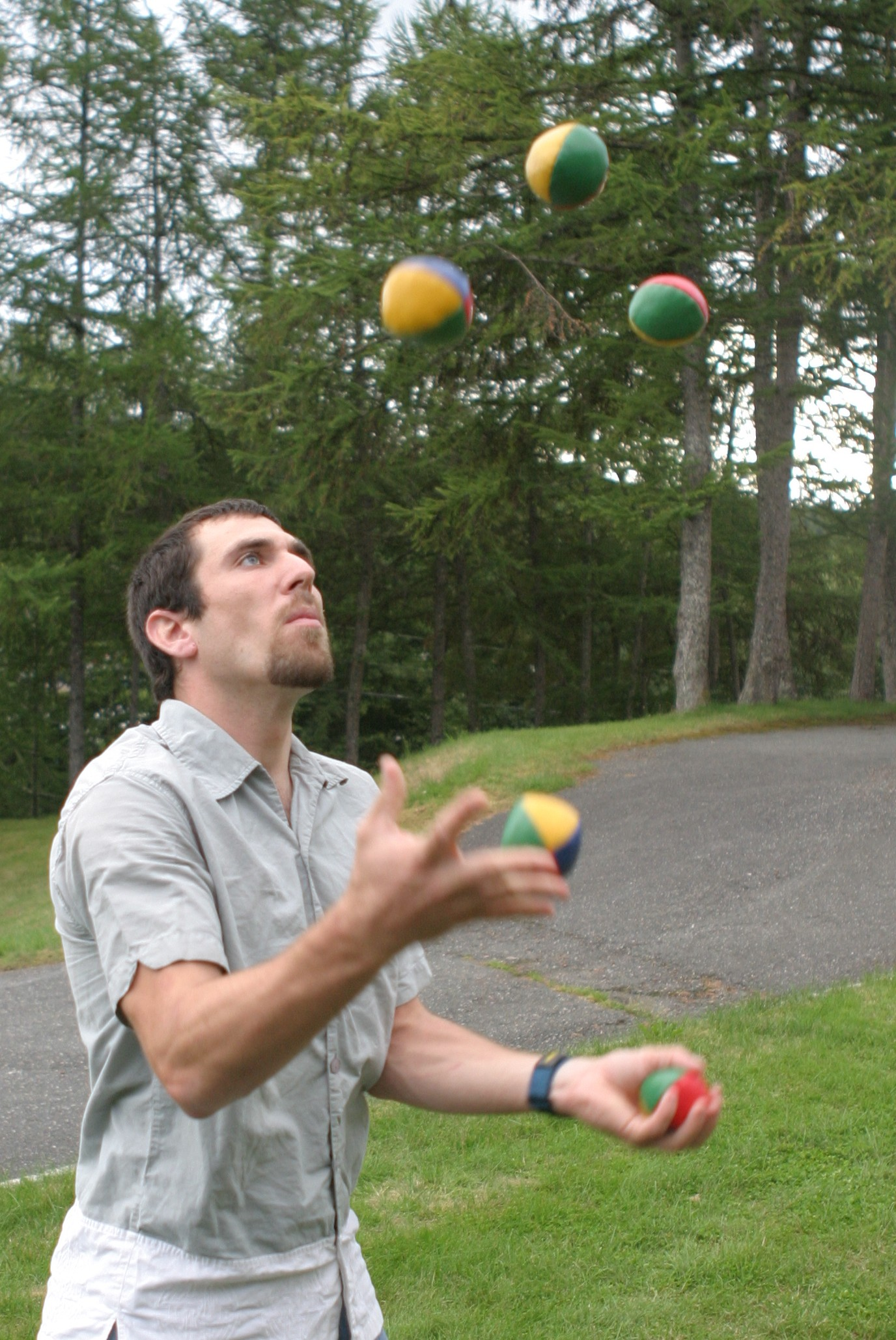
Malabarista con 5 pelotas.

Por malabarismo se entiende al arte de manipular y ejecutar espectáculos con uno o más objetos a la vez volteándolos, manteniéndolos en equilibrio o arrojándolos al aire alternativamente, por lo común sin dejar que caigan al suelo. Los malabares se conocen por su dificultad y belleza visual, y para esto se necesita cierta habilidad psicomotriz por parte de quien los realiza, al cual se le llama malabarista. Para ello, el malabarista se sirve de diversas partes del cuerpo, principalmente de las manos, pero también de los pies, brazos y/o cabeza. Los juegos malabares son unas de las atracciones clásicas del circo. Los accesorios más comunes son pelotas, palos o anillos. Algunos malabaristas utilizan objetos más dramáticos, como cuchillos, antorchas de fuego o sierras de cadena.

## Historia del malabarismo

### De la antigüedad alsigloXX

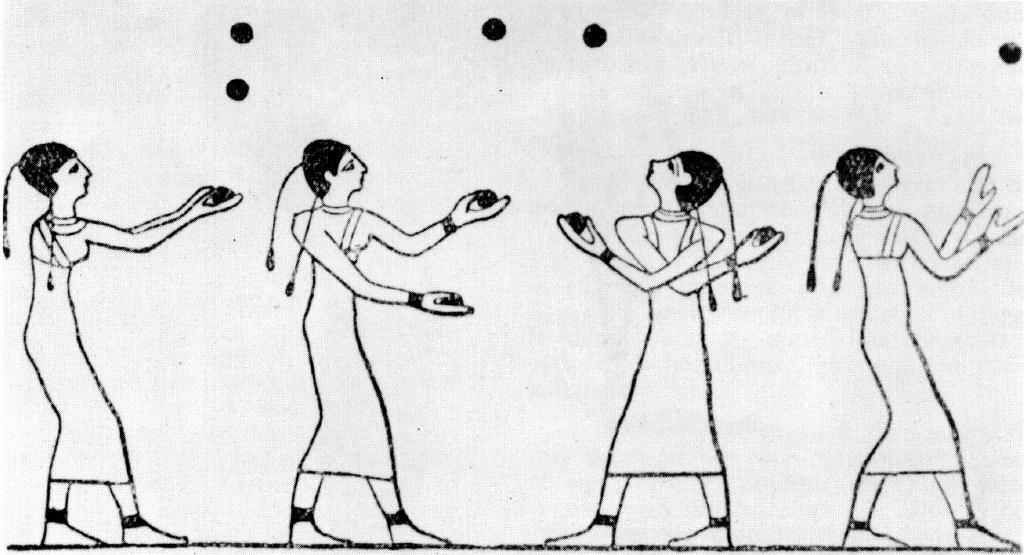
Esta antigua pintura mural parece representar a malabaristas. Se encontró en la tumba número 15 de la zona de Karyssa I, Egipto. Según el Dr. Bianchi, conservador asociado del Museo de Brooklyn "En la tumba 15, el príncipe está mirando las cosas que disfrutó en vida y que desea llevarse al otro mundo. El hecho de que los malabaristas estén representados en una tumba sugiere un significado religioso." ... "Las cosas redondas se utilizaban para representar grandes objetos solares, el nacimiento y la muerte"

El registro más antiguo de malabares se sugiere en un panel de la tumba Beni Hasan del siglo XV (1994 a 1781 a. C.) de un príncipe egipcio desconocido, que muestra a bailarinas y acróbatas lanzando pelotas. Los malabares han sido registrados en muchas culturas tempranas, incluyendo las civilizaciones Egipcia, Nabateo, China, India, Griega, Romana, Nórdica, Azteca y Polinesia.
Otra fuente de información es el Talmud, donde se hace referencia al rabino Rabán Shim'ón Ben Gamliel que hizo malabares con ocho antorchas encendidas y también con vasos de vino, sin derramar ninguna gota
Los malabares en la antigua China eran un arte realizado por algunos guerreros. Uno de estos guerreros fue Xiong Yiliao, cuyos malabares con nueve pelotas frente a las tropas en un campo de batalla supuestamente hicieron que las tropas contrarias huyeran sin luchar, lo que resultó en una victoria completa.
En Europa, los malabares fueron una diversión aceptable hasta el declive del Imperio Romano, tras lo cual la actividad cayó en desgracia. A lo largo de la Edad Media, la mayoría de las historias fueron escritas por clérigos religiosos que desaprobaban el tipo de artistas que hacían malabares, llamados gleemen, acusándoles de baja moral o incluso de practicar brujería. Los malabaristas de esta época sólo actuaban en mercados, calles, ferias o casas de copas. Realizaban actos cortos, humorísticos y subidos de tono y pasaban un sombrero o bolsa entre el público para recibir propinas. Los bardos de algunos reyes y nobles, fantasmas, o bufones habrían sido capaces de hacer malabares o realizar acrobacias, aunque sus principales habilidades habrían sido orales (poesía, música, comedia y narración).
En 1768, Philip Astley abrió el primer circo moderno. Unos años más tarde, empleó a malabaristas para que realizaran actos junto con los de caballos y payasos. Desde entonces, los malabaristas han estado asociados a los circos.
A principios del siglo XIX. Las comparsas de Asia, como los famosos "malabaristas indios" al que se refiere William Hazlitt, llegó a hacer giras por Gran Bretaña, Europa y partes de América. En la Salem Gazette, del 5 de octubre de 1819, se describe una aparición del líder de la compañía de malabaristas indios, Ramo Samee.
En el siglo XIX, los teatros de variedades y music hall se hicieron más populares, y los malabaristas eran solicitados para llenar el tiempo entre los actos musicales, actuando delante del telón mientras se cambiaban los decorados. Los artistas empezaron a especializarse en los malabares, separándolos de otros tipos de actuaciones como tragar espadas y magia. El estilo malabarista caballero fue establecido por malabaristas alemanes como Salerno y Kara. Se desarrolló la elaboración del caucho y los malabaristas empezaron a utilizar pelotas de goma. Anteriormente, las pelotas de malabares se hacían con bolas de cordel, bolsas de cuero rellenas, esferas de madera o diversos metales. Las pelotas de goma macizas o inflables permitían hacer malabares de rebote. Las pelotas de goma infladas hacían más fácil y accesible el giro de pelotas. Pronto, en Norteamérica, los teatros de vodevil emplearon malabaristas, a menudo contratando a artistas europeos.

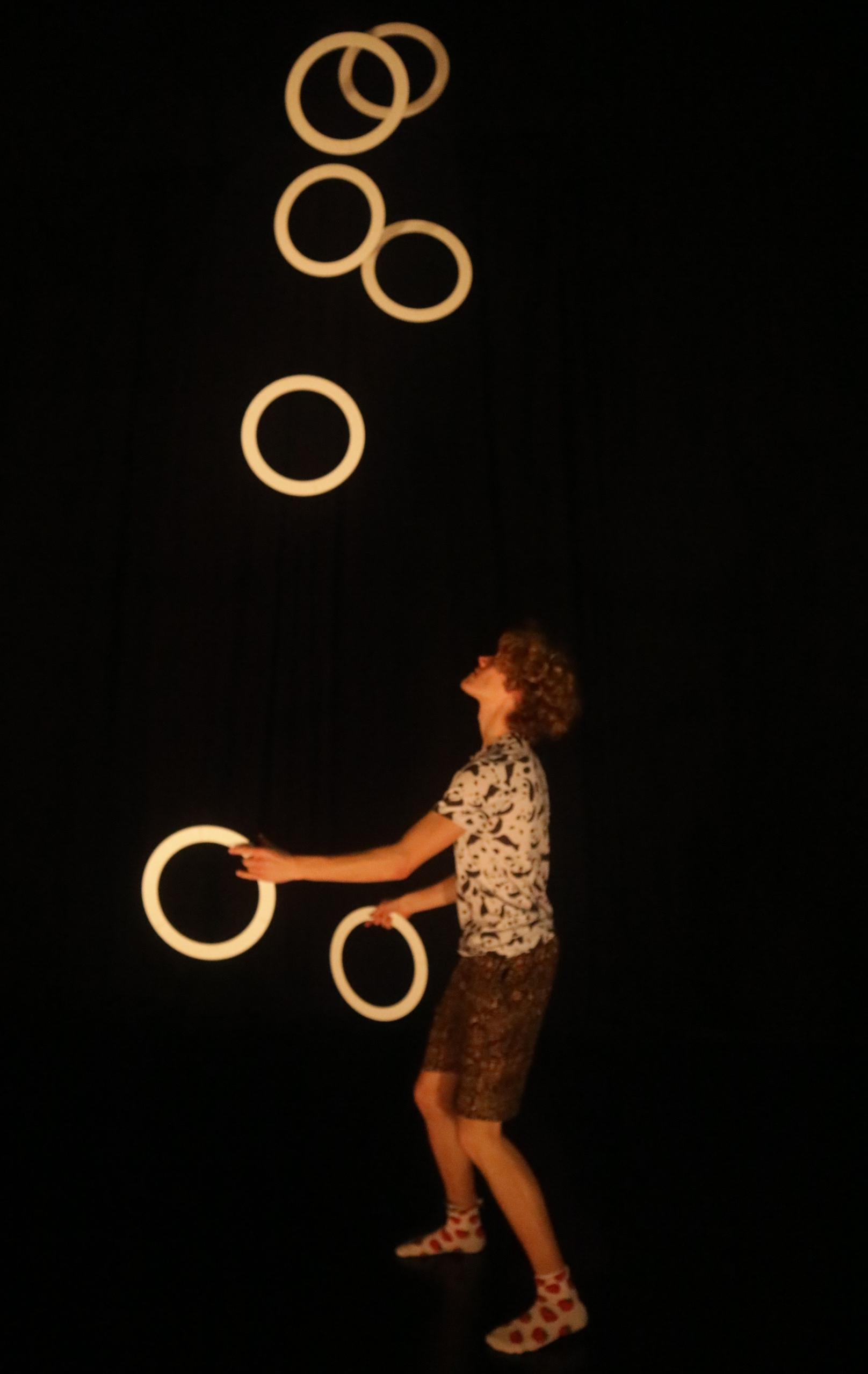
Luca Pferdmenges haciendo malabares con 7 anillos

En 1930 en gran parte de Europa y Norteamérica se hizo muy popular el «espectáculo de variedades» entre las clases medias-altas, que sacó a los malabaristas de las calles y cárceles europeas y los hizo trabajar en teatros y circos. Las tablas y escenarios acondicionaban una gran variedad de trucos como malabares, personas extravagantes y equilibrios, los cuales se hicieron rápidamente populares y se esparcieron por todo el occidente.

## Etimología
En el siglo XVI los navegantes portugueses que transitaban el océano Índico conocieron a los habitantes de la región costera de Malabar, quienes realizaban sorprendentes ejercicios acrobáticos y juegos de manipulación; en consecuencia adoptaron el gentilicio de la zona como sinónimo de estas habilidades. El término fue llevado a la península ibérica, donde tanto el idioma portugués como el castellano lo acabaron adoptando en su uso cotidiano.

## Diferentes disciplinas
Los malabares, juegos malabares o malabarismo en su sentido más amplio incluían originalmente los lanzamientos aéreos, es decir, lanzamientos y repeticiones de objetos como pelotas, mazas o anillos lanzados continua y repetidamente al aire. A menudo se aconseja a los principiantes que aprendan los lanzamientos aéreos con pañuelos. El rebote es una extensión del malabarismo aéreo, añadiendo rebotes sobre superficies. Suele practicarse con pelotas de silicona por sus propiedades de rebote. Malabarismo y rotaciones en la mano es cualquier manipulación de uno o más objetos sin que salgan del cuerpo o de la palma de la mano.
Muchas disciplinas que incluyen otros objetos mezclan manipulación y malabarismo: sombreros, cajas de puros, malabares de bar con botellas y cocteleras, y la manipulación de estilógrafos. Los poï o bolas suelen consistir en dos pelotas unidas por una cuerda o cadena y se manipulan alrededor del cuerpo, al igual que el palo largo, el bastón giratorio o el anillo hula.
Algunas disciplinas de malabarismo utilizan los pies: el malabarismo con balón de fútbol, el malabarismo con un saco de grano pequeño o pili (malabares), un volante hecho con cuatro plumas de ganso y un lastre. El antipodismo propiamente dicho también incluye muy a menudo el malabarismo y la manipulación de diversos objetos.

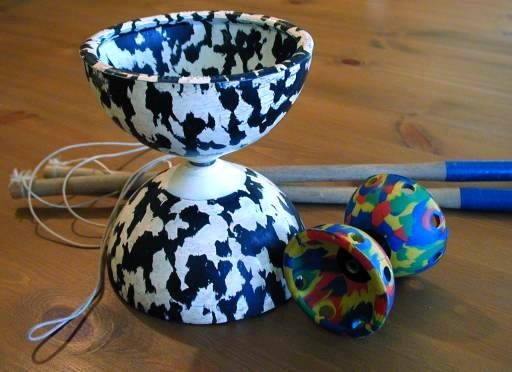
Diabolo con sus palos.

Algunas disciplinas son específicas del objeto practicado:
- El diábolo tiene forma de carrete y se manipula con dos palos unidos por una cuerda, a veces se ve sin palos con una cuerda enrollada sobre sí misma;
- el palo del diablo o golo, un palo bicónico o recto manipulado por dos palos rugosos;
- el platos giratorios o chinos, puestos en rotación con un palo de madera que los sostiene en su centro;
- y algunos pequeños objetos que a veces se asemejan a juguetes: el yo-yo, el astrojax, el bilboquet y sus variantes.

Otras disciplinas del circo y de las artes de la calle se asocian a menudo con los malabares:
- Acrobacias y acrobacias aéreas: trapecio, tela aérea, colchoneta china, etc;
- Actos de equilibrio, ya sea sobre ciclos: monociclo, jirafa, rueda última, BMX u otros accesorios: zancos, escalera, balones de equilibrista, funambulismo, alambre flojo, rueda Cyr;
- prestidigitación, especialmente la manipulación de tarjetas;
- teatro y danza.

### Ejemplos
Entre los más conocidos juegos malabares figuran los siguientes elementos que permiten realizarlos: 
- Bolas o pelotas de malabares
- Mazas / Clavas
- Aros / anillos
- Machetes
- Bastones del diablo
- Diábolo
- Bastón / Staff
- Platos chinos
- Cajas de tabaco / Cigar Boxes
- Cariocas / Poi
- Sombreros
- Naipes
- Antorchas

En general, un malabarista experimentado puede hacer malabarismos con casi cualquier objeto.

## Récords mundiales de malabares

### Pelotas
| Número     | Récord          | Malabarista                       | Nacionalidad   | Año  | Referencias         |
| ---------- | --------------- | --------------------------------- | -------------- | ---- | ------------------- |
| 11 Pelotas | 34 Capturas     | Tom Whitfield                     | Reino Unido    | 2022 | (Video en YouTube.) |
| 10 Pelotas | 40 Capturas     | Tom Whitfield                     | Reino Unido    | 2021 | (Video en YouTube.) |
| 9 Pelotas  | 55 s            | Anthony Gatto                     | Estados Unidos | 2006 | (Video en YouTube.) |
| 8 Pelotas  | 1 min 18 s      | Enzo Nicolás Agüero               | Argentina      | 2023 | (Video en YouTube.) |
| 7 Pelotas  | 16 min 25 s     | Adolfo Esteban Almonacid Cárdenas | Chile          | 2019 | (Video en YouTube.) |
| 6 Pelotas  | 25 min 17 s     | Adolfo Esteban Almonacid Cárdenas | Chile          | 2019 | (Video en YouTube.) |
| 5 Pelotas  | 3 h 44 min 46 s | Bence Ónodi                       | Hungría        | 2022 | (Video en YouTube.) |
| 4 Pelotas  | 3 h 00 min 34 s | Maximilian Kuschmierz             | Alemania       | 2022 | (Video en YouTube.) |
| 3 Pelotas  | 12 h 5 min      | David Slick                       | Estados Unidos | 2009 | [ 14 ] [ 15 ]       |

### Mazas
| Número  | Récord         | Malabarista         | Nacionalidad   | Año  | Referencias         |
| ------- | -------------- | ------------------- | -------------- | ---- | ------------------- |
| 8 Mazas | 18 Capturas    | Moritz Rosner       | Alemania       | 2023 | (Video en YouTube.) |
| 7 Mazas | 4 min 24 s     | Anthony Gatto       | Estados Unidos | 2005 | (Video en YouTube.) |
| 6 Mazas | 7 min 38 s     | Anthony Gatto       | Estados Unidos | 2005 | (Video en YouTube.) |
| 5 Mazas | 53 min 21 s    | Thomas Dietz        | Alemania       | 2005 | Verified by JISCON  |
| 4 Mazas | 1 h 15 min 9 s | Alexandr Inozemtzev | Rusia          | 2021 | (Video en YouTube.) |
| 3 Mazas | 5 h 1 min 51 s | Alexandr Inozemtzev | Rusia          | 2022 | (Video en YouTube.) |

### Anillos
| Número     | Récord          | Malabarista           | Nacionalidad   | Año  | Referencias         |
| ---------- | --------------- | --------------------- | -------------- | ---- | ------------------- |
| 10 Anillos | 47 Capturas     | Anthony Gatto         | Estados Unidos | 2005 | (Video en YouTube.) |
| 9 Anillos  | 50 s            | Anthony Gatto         | Estados Unidos | 2005 | (Video en YouTube.) |
| 8 Anillos  | 1 min 17 s      | Anthony Gatto         | Estados Unidos | 1989 | (Video en YouTube.) |
| 7 Anillos  | 15 min 6 s      | Anthony Gatto         | Estados Unidos | 2011 | (Video en YouTube.  |
| 6 Anillos  | 6 min 37 s      | Eivind Dragsjø        | Noruega        | 2022 | (Video en YouTube.) |
| 5 Anillos  | 58 min 22 s     | Caio Stevanovich      | Brasil         | 2022 | (Video en YouTube.) |
| 4 Anillos  | 1 h 20 min 55 s | Maximilian Kuschmierz | Alemania       | 2022 | (Video en YouTube.) |
| 3 Anillos  | 3 h 10 min 45 s | Maximilian Kuschmierz | Alemania       | 2022 | (Video en YouTube.) |

## Aspectos fisiológicos
Los malabares pueden aumentar la satisfacción física y bienestar mental. Favorece la concentración, la velocidad de reacción, la imaginación espacial, así como el sentido del tiempo, el ritmo y el equilibrio. El uso uniforme de los músculos y del sistema musculoesquelético aumenta la flexibilidad y la resistencia. Los malabares también aumentan la visión periférica y entrenan la coordinación y la percepción. Los malabares permiten reducir el estrés gracias a su uniformidad casi meditativa. Sin embargo, el hecho de practicarlo constantemente también puede suponer una carga para las articulaciones, especialmente para las muñecas. Los entrenamientos intensivos pueden provocar contusiones y dolores articulares.

### Desarrollo cognitivo
Aunque la plasticidad neuronal es más pronunciada en la infancia, los efectos positivos de la actividad motora sobre el desarrollo cognitivo también podrían demostrarse más allá de la infancia. Un estudio realizado en 2004 en las Universidades de Ratisbona y Jena descubrió que hacer malabares con regularidad provoca una condensación temporal de materia gris en el cerebro incluso en adultos. Por un lado, el cambio se produjo en el área visual de la corteza cerebral, que controla la detección de movimientos espaciales. Por otro lado, la pars posterior izquierda sulci intraparietalis, que controla el agarre de objetos, cambió.
Bittmann et al.(2005) subrayan que la percepción del movimiento contribuye a un "desarrollo bilateral armonioso del cerebro" (véase también: hemisferios cerebrales) y, por tanto, puede influir mucho en el rendimiento cognitivo. Pudieron demostrar que existe una correlación positiva entre la capacidad de equilibrio y el éxito escolar. En un estudio realizado en 2005, los alumnos con fuertes capacidades de aprendizaje mostraron un mejor comportamiento de equilibrio que los alumnos con débiles capacidades de aprendizaje.
Un estudio realizado en 2009 por Scholz, Klein, Behrens y Johansen-Berg con la técnica de imágenes de tensor de difusión arrojó resultados similares: La materia blanca del cerebro en una región del lóbulo parietal aumentó alrededor de un cinco por ciento tras seis semanas de entrenamiento (tres pelotas, media hora cinco veces a la semana), incluso cuando los sujetos no lograron el objetivo de aprender la cascada de tres pelotas.

### Enfoque contemplativo
Pero también se pueden encontrar enfoques interesantes en otro campo. En su libro Zen in the Art of Juggling, Dave Finnigan, un malabarista de fama mundial, describe sus experiencias durante un campamento de malabares de varios meses en un antiguo monasterio taiwanés. El objetivo del malabarismo es mantener un patrón. La clave del éxito radica en dejarse llevar: en lugar de seguir las bolas con la mirada, los buenos malabaristas se fijan en el lugar donde las bolas alcanzan su punto más alto en el vuelo o, como en el caso del juego del poi, intentan percibir la posición del poi en la mano que lleva la delantera, que se nota debido a la fuerza centrífuga. Con el tiempo, el jugador aprende a guiar las bolas a ciegas con esta información y confía en las leyes de la física, que dictan exactamente el camino que seguirá la bola.
Los malabares pueden convertirse así en una forma especial de meditación: Uno concentra toda su atención en un patrón más o menos simple, pero perfectamente periódico y generalmente muy simétrico, que puede controlar completamente. No hay oportunidad de planificar con antelación o mirar hacia atrás; si uno está haciendo malabares al límite de sus capacidades, debe concentrarse plenamente en el patrón y su estado actual. De este modo, es posible apartarse completamente de la vida cotidiana mentalmente durante un tiempo y desarrollar la paz interior. Este es también el núcleo de la llamada contemplación, que, en contraste con la meditación, no intenta vaciar la mente, sino centrarse suavemente en el interior de una mental recurrente y fundamental. declaración sobre la vida, una afirmación positiva o una liberación emocional de las preocupaciones y limitaciones de la vida cotidiana.

### Organizaciones
- The International Jugglers' Association (IJA) - Comunidad mundial de malabaristas
- The European Jugglers' Association (EJA) - Comunidad europea de malabaristas

### Recursos
- Juggling Information Service - dated but has a huge amount of information.
- Learn the Cascade - Instrucciones detalladas y videos.
- The Passing Database - Incluye videos.